# Berengaria Kastylijska

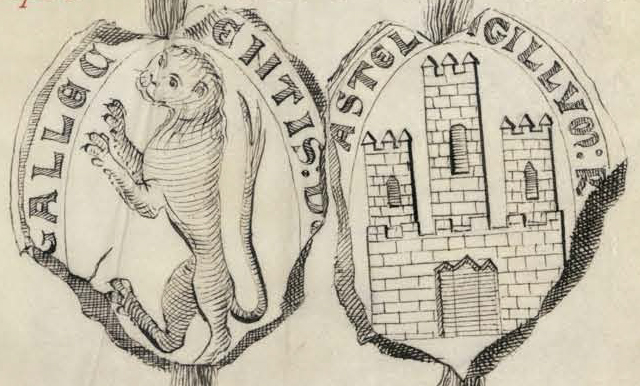
Pieczęć Berengarii Kastylijskiej, 1215 r.

Berengaria Kastylijska (ur. w 1179 lub 1180 w Burgos, zm. 8 listopada 1246) – królowa Leónu jako żona Alfonsa IX oraz królowa Kastylii na mocy praw własnych.
Berengaria urodziła się jako najstarsze dziecko króla Kastylii Alfonsa VIII i jego żony Eleonory.
Berengaria jako najstarsze dziecko króla, a więc w przypadku bezpotomnej śmierci jej braci, dziedziczka korony Kastylii, była bardzo pożądaną kandydatką na małżonkę. Spowodowało to, że już w 1188 roku podpisano umowę małżeńską Berengarii i Konrada, syna Fryderyka I Barbarossy. Umowa ta potwierdzała jej prawa do tronu Kastylii, który miałby jej przypaść w przypadku śmierci jej ojca i bezpotomnej śmierci jej braci. W 1191 roku małżeństwo to, z przyczyn politycznych, zostało anulowane.
W celu zapewnienia dobrosąsiedzkich stosunków z królestwem Leónu Berengaria poślubiła króla Leónu Alfonsa IX jesienią 1197 roku. Jednak papież Innocenty III (którego pontyfikat rozpoczął się 8 stycznia 1198 roku) sprzeciwił się temu związkowi ze względu na pokrewieństwo małżonków (zarówno ojciec Berengarii Alfons VIII, jak i jej mąż Alfons IX byli wnukami Alfonsa VII). Mimo to para pozostała razem do 1204 roku.
Berengaria miała z Alfonsem IX pięcioro dzieci:
- Eleonora (1198/1199-1202),
- Konstancja (1200-1242),
- Ferdynand III Święty (1201-1252), król Kastylii i Leónu,
- Alfons (1203-1272),
- Berengaria (1204-1237).

Próbowano uzyskać dyspensę papieską, co się jednak nie udało. Berengaria wróciła do Kastylii w maju 1204 roku i poświęciła się opiece nad swoimi dziećmi.
W 1214 roku, po śmierci Alfonsa VIII, korona Kastylii przeszła na jedynego żyjącego jego syna, wówczas dziesięcioletniego brata Berengarii, Henryka I. Regencję objęła ich matka Eleonora, lecz zmarła ona 24 dni po swoim mężu. W związku z tym Berengaria została regentką. Jej władzy sprzeciwili się niektórzy możni Kastylii, co doprowadziło do przejęcia regencji przez Álvaro Núñez de Lara, jak również było przyczyną walk wewnętrznych. Nieoczekiwana śmierć Henryka I 6 czerwca 1217 roku spowodowała, że Berengaria została spadkobierczynią tronu Kastylii. Wówczas Berengaria sprowadziła do siebie od Alfonsa IX swojego syna Ferdynanda, na rzecz którego abdykowała 31 sierpnia.
Berengaria zmarła 8 listopada 1246 i została pochowana w Las Huelgas niedaleko Burgos.